# Chushur (plaats)
Chushur, ook Chusul, Chinees: Qüxü is de hoofdplaats van het arrondissement Chushur, in de prefectuur Lhasa in de Tibetaanse Autonome Regio.
Het ligt op 48 km ten zuidwesten van de stad Lhasa, waarmee het een wegverbinding heeft (G318?). Ten zuidwesten ligt de Luchthaven Lhasa Gonggar.
Het ligt aan de rivier Yarlung Tsangpo, de bovenloop van de Brahmaputra. Bij de plaats is de gevangenis Chushur gevestigd, waar onder meer Dölma Kyab gevangenzat.